# X-Men Origins: Wolverine
X-Men Origins: Wolverine är en amerikansk science fiction-film som hade biopremiär i USA den 1 maj 2009, i regi av Gavin Hood.
Filmen är den fjärde delen i X-Men-filmserien och utspelar sig före de andra filmerna. Titelrollen spelas av Hugh Jackman. Filmen handlar om mutanten Wolverines våldsamma förflutna och hans förhållande till sin halvbror Sabretooth, spelad av Liev Schreiber.
Filmen är inspelad i Kanada, Australien och Nya Zeeland. En uppföljare kallad The Wolverine släpptes sommaren 2013.

## Handling
Året är 1845 i Kanada och James Howlett ser sin far bli mördad av vaktmästaren Thomas Logan. James ilska utlöser hans mutation och han dödar vaktmästaren. I ögonblicket då James genomborrar honom med sin klor avslöjar Thomas att han är James riktiga far. James flyr i rädsla tillsammans med vaktmästarens andre son, som också är James halvbror, Victor Creed. Berättelsen rullar vidare med att de båda deltar i det Amerikanska inbördeskriget, första- och andra världskriget och Vietnamkriget. Victor (Liev Schreiber) dödar en överordnad efter att ha försökt våldta en kvinnlig bybo. Victor och James - nu kallad Logan (Hugh Jackman) - blir dömda till avrättning som misslyckas tack vare deras regenerativa förmåga, istället fängslas de.
Major William Stryker (Danny Huston) frågar dem om de vill ingå i ett specialteam, vilket båda godtar. Under sitt första uppdrag i Nigeria letar de efter ett värdefullt föremål som visar sig vara ett meteorfragment. Men byborna vägrar att berätta var föremålet befinner sig, eftersom det är heligt för dem. Stryker beordrar då gruppen att döda byborna men Logan stoppar dem och överger dem.

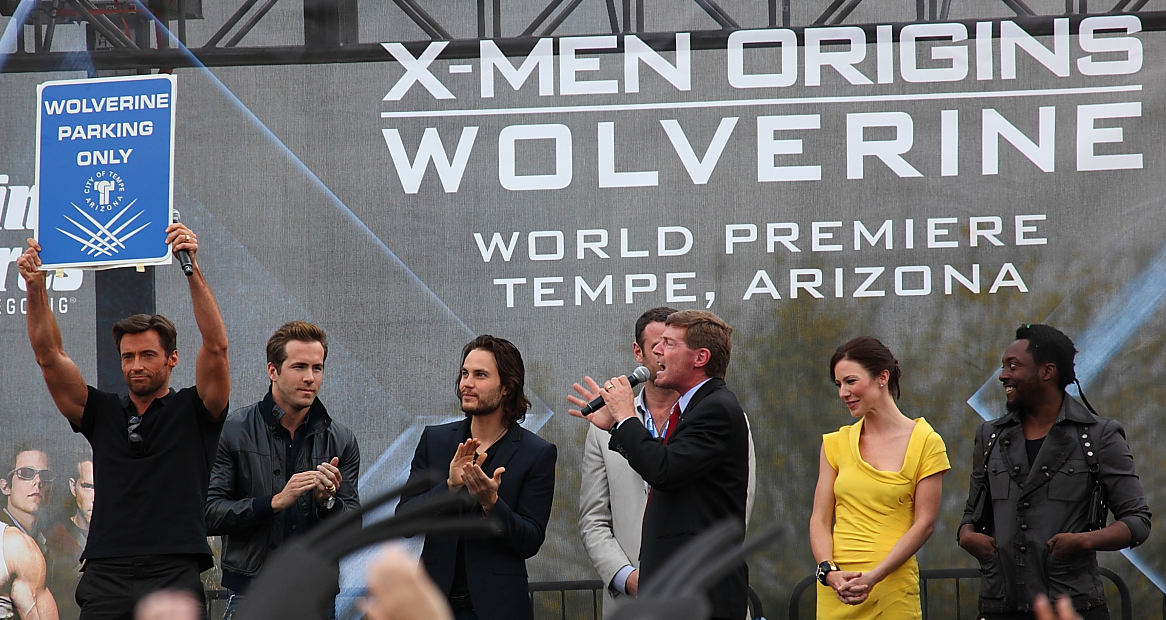
Fr. v: Hugh Jackman, Ryan Reynolds, Taylor Kitsch, Liev Schreiber (gömd), Tempes borgmästare Hugh Hallman, Lynn Collins och will.i.am på premiären i Tempe i Arizona i USA.

Sex år senare bor Logan i de kanadensiska bergen tillsammans med sin flickvän Kayla Silverfox (Lynn Collins), men hon blir överfallen och mördas av Victor Creed, som numera kallas Sabretooth. Driven av ilska och hämnd utmanar Logan Victor, men han är för stark och besegrar Logan. När Logan sedan vaknar upp på sjukhus besöks han av Stryker som erbjuder honom ett sätt att besegra Victor. Den hämndlystne Logan ser det som sitt enda alternativ och går med på erbjudandet. Ur det meteorfragment de fann i Afrika har de utvunnit en metall som är näst intill oförstörbar och som går under namnet Adamantinium. Genom ett riskfyllt och komplicerat ingrepp täcker de Logans skelett med denna metall. Logan är nära döden men ilskan får honom att vakna till liv. Det visar sig att Stryker har utnyttjat Logans vrede över Kaylas död för att få honom att genomgå ingreppet och att kontrollera honom. Stryker lyckas inte styra Logan, men den ilska som Stryker velat väcka hos honom och som Logan ständigt hållit tillbaka, vaknar till liv och med hjälp av sitt nya skelett lyckas han fly.
Logan kontaktar John Wraith (Will.i.am), en av sina gamla kollegor, för att få information om Victor och Stryker. Fred Dukes, även känd som The Blob (Kevin Durand), berättar för Logan att Victor har arbetat med Stryker för att fånga in mutanter för att sedan kombinera deras krafter och skapa en mutantdödare. Experimenten sker på en plats som kallas Ön (vilket är den avstängda kärnkraftverket Three Mile Island). Logan tar sig till ön med hjälp av ännu en mutant, Gambit (Taylor Kitsch). Logan får reda på att Kayla lever; hon spelade bara död, och hade fått i uppgift av Stryker att bevaka honom när han hade lämnat teamet. Men Kayla hade äkta känslor för honom och hon samarbetade bara med Stryker för att skydda sin syster Emma Frost. Logan befriar Kaylas syster, men även andra mutanter som tagits tillfånga. I ett försök att stoppa Logan aktiverar Stryker mutanten Weapon XI - som faktiskt är Deadpool (Ryan Reynolds), en av de som var med i specialstyrkan - trots att han inte är färdigmuterad. Logan tvingas slåss och besegras nästan eftersom Weapon XI:s kombination av krafter är för stark för honom, men han undsätts av Victor som inte tänker låta Weapon XI döda honom. Tillsammans besegrar de Weapon XI, men Victor och Logan skiljs ändå inte som vänner. Logan finner Kayla som blivit skadad under flykten och de vandrar mot solnedgången. I ett sista försök att döda Logan skjuter dock Stryker honom med Adamantinium-kulorna. Genom sin mutantförmåga att styra människor genom fysisk kontakt beordrar då Kayla Stryker att gå tills fötterna blöder och han inte kan gå längre. Logan vaknar snart men har drabbats av en permanent minnesförlust vilket gör att han inte känner igen Gambit som återvänt för att berätta att de andra mutanterna befinner sig i säkerhet. Gambit ser skotthålen i Logans huvud och försöker övertala honom att följa med honom. Logan finner Kaylas döda kropp men på grund av minnesförlusten känner han inte igen henne. Med sin medkänsla för hennes döda kropp stänger han dock sakta hennes ögon. Han insisterar på att ge sig av på egen hand, vilket gör att han och Gambit går skilda vägar. Den förvirrade Logan springer ifrån platsen samtidigt som polissirener hörs på avstånd.

## Om filmen
- Filmen är regisserad av Gavin Hood som gjorde också oscarsbelönade Tsotsi.
- Victor Creed smeknamn Sabretooth nämns aldrig i filmen.
- I sluttexterna ses Logan sitta i en japansk bar och dricka.
- Filmen hade Sverigepremiär den 1 maj 2009[2] och gavs ut på DVD den 7 oktober  2009 i Sverige. Filmen är tillåten från 15 år.

## Rollista
- Hugh Jackman – James "Logan" Howlett / Wolverine
- Liev Schreiber – Victor Creed / Sabretooth
- Danny Huston – William Stryker
- Lynn Collins – Kayla Silverfox
- Will.i.am – John Wraith / Kestrel
- Ryan Reynolds – Wade Wilson / Deadpool
- Taylor Kitsch – Remy LeBeau / Gambit
- Daniel Henney – David North / Agent Zero
- Kevin Durand – Fred Dukes / Blob
- Dominic Monaghan – Chris Bradley / Bolt
- Tim Pocock – Scott Summers / Cyclops
- Tahyna Tozzi – Emma, Kaylas syster
- Scott Adkins – Weapon XI
- Max Cullen – Travis Hudson
- Julia Blake – Heather Hudson
- Troye Sivan Mellet – Logan som ung
- Michael James Olsen – Victor som ung
- Peter O'Brien – John Howlett
- Aaron Jeffery – Thomas Logan
- Alice Parkinson – Elizabeth Howlett
- Patrick Stewart – Charles Xavier / Professor X (cameo)

### Fotnoter
1. ↑  ”X-Men Origins: Wolverine” (på engelska). Box Office Mojo. 1 maj 2009. http://www.boxofficemojo.com/movies/?id=wolverine.htm. Läst 22 september 2016.
2. ↑  ”X-Men Origins: Wolverine”. Svensk filmdatabas. 1 maj 2009. http://www.sfi.se/sv/svensk-filmdatabas/Item/?itemid=67991&type=MOVIE&iv=Basic. Läst 22 september 2016.